# NBA 2K11
NBA 2K11 es un videojuego de baloncesto, desarrollado por Visual Concepts y distribuido por 2K Sports, lanzado el 5 de octubre de 2010 para las plataformas PC, PlayStation 3, Xbox 360, PlayStation 2 y PSP, lanzándose también una versión para Wii el 10 de octubre de ese año. Michael Jordan fue la imagen de la portada del videojuego.

## Jugabilidad
El juego incluye varias novedades respecto a sus predecesores, involucrando a la figura de Michael Jordan en el denominado "Jordan's Challenge", donde el jugador debe superar desafíos relacionados con la carrera del propio Jordan.
El juego también permite jugar con equipos clásicos, tanto en amistosos como torneos, incluyendo también los estadios de la época de dichos equipos.
Debido a su peculiar Jugabilidad, el videojuego ha recibido numerosas críticas, pero algunos jugadores opinan que estas son infundadas y que su propósito es desprestigiar en primer lugar al videojuego y en segundo lugar a la saga en la que se incluye.

## Banda sonora del videojuego
| - Art vs. Science - "Hollywood" - Big Boi - "Shutterbog" - Big Rock Candy Mountain - "Rocketship" - Cassidy - "Game Time" - Children Collide - "Skeleton Dance" - Dan Black - "Symphonies" - Delorean - "Deli" - Drake - "Over" - Dux Jones - "Pourin' It On" - Failsafe - "Hope" - Failsafe - "Only if we Learn" - Høgni Lisberg - "Bow Down" | - Kidz in Space - "Downtime" - Middleman - "It's Not Over Yet" - Ron Artest - "Champion" - Sean Price - "Better Than You" - Snoop Dogg - "NBA 2K Theme" - The Alan Parsons Project - "Sirius" - The Brunettes - "Red Rollerskates" - The Chicharones - "Little by Little" - The Constellations - "We're Here to Save the Day" - The Russian Futurists - "Paul Simon" - The Russian Futurists - "Precious Metals" - Two Door Cinema Club - "I Can Talk" |

## Desarrollo y lanzamiento
NBA 2K11 se lanzó en octubre de 2010 para Microsoft Windows, PlayStation 2, PlayStation 3, PlayStation Portable, Xbox 360 y Nintendo Wii. Fue desarrollado por Visual Concepts y publicado por 2K Sports, una subsidiaria de Take-Two Interactive empresa encargada de nuevas entregas como NBA 2K23. Michael Jordan es el atleta de portada del juego. NBA 2K11 cuenta con una banda sonora que consta de 27 canciones.
- Datos: Q1684851